# Kiss of Life (группа)
Kiss of Life (кор. 키스 오브 라이프) — южнокорейская гёрл-группа, сформированная S2 Entertainment. Группа состоит из четырёх участниц: Джули, Нэтти, Бэлль и Ханыль. Дебют группы состоялся 5 июля 2023 года с мини-альбомом Kiss of Life.

## Название
Согласно S2 Entertainment, название группы отражает стремление участниц «вдохнуть новую жизнь в индустрию своей музыкой и обаянием». Концепции группы вращаются вокруг различных этапов жизни, подросткового и юношеского возраста.

## Карьера

### 2015-2022: Пре-дебют
Нэтти ранее была стажером JYP Entertainment и участвовала в шоу на выживание Sixteen (2015) и Idol School (2017), где в обеих программах дошла до финала, но не была выбрана в финальный состав групп. В Idol School Нэтти познакомилась с конкурсанткой Ли Хэин, будущим креативным директором Kiss of Life. В 2020 году подписала контракт с Swing Entertainment и 7 мая дебютировала в качестве сольной исполнительницы с сингловым альбомом Nineteen. Через два года подписала контракт с S2 Entertainment по приглашению Ли Хэин. 
Джули с 2017 по 2019 год была стажёром The Black Label, саб-лейбл YG Entertainment. В 2020 году начала стажировку в Swing Entertainment, где познакомилась с Нэтти. Та же потом познакомила Джули с Ли Хэин. В 2022 году она заключила контракт с S2 Ent. 
Бэлль с 17 лет начала сочинять свою собственную музыку, которую выкладывала в Soundcloud и Instagram. Она присоединилась к песенному лагерю SM Entertainment и приняла участие в сочинении песен для таких исполнителей, как Le Sserafim, Purple Kiss и Миён. В 2021 году она подписала договор с AURA, саб-лейбл S2 Ent., где креативным директором также выступала Ли Хэин. В 2022 году Ли Хэин пригласила Бэлль к предстоящей женской группе S2 Ent.
Ханыль в 2022 году прошла прослушивание в S2 Entertainment. 
27 декабря 2022 года было объявлено, что S2 Entertainment готовится к запуску новой женской группы в 2023 году. Нэтти, Джули, Бэлль и две неизвестные стажеры были показаны в британском документальном фильме о стажерах K-pop. В феврале 2023 года, было обнаружено, что агентство подало заявку на торговую марку «Kiss of Life» и открыло учетные аккаунты в социальных сетях с таким же названием.  

### 2023: Дебют сKiss of LifeиBorn to Be XX
12 мая 2023 года S2 Entertainment опубликовали первый тизер группы в своих социальных сетях. Группу планировали дебютировать в июле того же года. Нэтти была первой участницей, которая была представлена 15 мая. В последующие дни за ней последовали Бэлль, Джули и Ханыль. 26 мая Ли Хэин была утверждена в должности креативного директора группы. 
5 июля Kiss of Life официально дебютировали, выпустив мини-альбом с заглавным треком «Shh». Ли Сын Вон из IZM оценил альбом на 4,5 балла из пяти, написав, что «вместо того, чтобы быть очень свежим или утонченным, он [альбом] получился солидным и тяжелым. Kiss Of Life практически идеально выполняет свою функцию дебютного альбома, благодаря высокому уровню проработки и четкому представлению о себе, прокладывая группе путь к дальнейшему продвижению». 
8 ноября был выпущен второй мини-альбом Born to Be XX с заглавной песней «Bad News». Кармен Чин из NME, описала его как «неограненный алмаз», поставив 3,5 баллов из 5.

### 2024: Растущая популярность:Midas Touch,StickyиLose Yoursel
29 февраля 2024 года Kiss of Life стали третьей айдол-группой, получившей награду «Новичок года» после aespa и NewJeans на премии Korean Music Awards.
3 апреля состоялся выход синглового альбома Midas Touch. Заглавная песня впервые для группы попала в TOP-100 отечественного чарта Melon.
1 июля вышел цифровой сингл Sticky, который вошёл в TOP-5 основных южнокорейских чартов. С этой песней Kiss of Life добились первой победы на музыкальной программе The Show. 
23 июля в сотрудничестве с Riot Games был выпущен сингл «Superpower», который послужил саундтреком для турнира Valorant Champions 2024 года. Нэтти и Джули исполнили вокал вместе с Марком Туаном из GOT7.
15 октября вышел первый студийный альбом Lose Yourself с заглавным треком «Get Loud». В интервью Consequence of Sound Джули поделилась, что группа была рада исследовать жанр хип-хопа с помощью таких песен, как «Get Loud» и «Igloo», поскольку с момента своего дебюта группа была известна своим R&B звучанием. 

## Участницы
| Сценический псевдоним | Сценический псевдоним | Настоящее имя            | Настоящее имя           | Дата рождения | Позиция в группе                            |
| Основной              | Другой                | На русском               | Хангыль/Абугида         | Дата рождения |                                             |
| --------------------- | --------------------- | ------------------------ | ----------------------- | ------------- | ------------------------------------------- |
| Джули                 | 쥴리 (Julie)          | Джули Хан                | Julie Han               | 29.03.2000    | Лидер, главный рэпер, ведущий танцор        |
| Нэтти                 | 나띠 (Natty)          | Анатчая Супуттипонг      | อานัชญา สุพุทธิพงศ์          | 30.05.2002    | Главный танцор, ведущий рэпер. саб-вокалист |
| Бэлль                 | 벨 (Belle)            | Шим Хевон / Аннабель Шим | 심혜원 / Annabelle Shim | 20.03.2004    | Главный вокалист                            |
| Ханыль                | 하늘 (Haneul)         | Вон Ханыль               | 원하늘                  | 25.05.2005    | Ведущий вокалист, макнэ                     |

## Дискография

### Мини-альбом
- Kiss of Life (2023)
- Born to Be XX (2023)
- Lose Yourself (2024)
- 224 (2025)

### Сингловой альбом
- Midas Touch (2024)

### Цифровой сингл
- Sticky (2024)